# Гал (фізична одиниця)
Гал, ґал (рос. гал, англ. gal, нім. Gal n) — одиниця прискорення в системі одиниць СГС. Позначається Гал. 1 Гал дорівнює 1 см/с2. Широко використовується в гравіметрії (геофізика) при вимірюванні прискорення вільного падіння. Уживаються також дольні одиниці: мілігал (1 мГал = 10−3 Гал), мікрогал (1 мкГал = 10−6 Гал).
Названа на честь італійського фізика Галілео Галілея.
Гал є похідною одиницею в системі одиниць СГС і не входить до одиниць Міжнародної системи одиниць (SI).
Як і у випадку інших одиниць вимірювання, чию назву утворено від прізвища, назва цієї одиниці пишеться з маленької літери (гал, мілігал, мікрогал), а позначення — з великої (Гал, мГал, мкГал).